# Masainas
Masainas is een gemeente in de Italiaanse provincie Zuid-Sardinië (regio Sardinië) en telt 1437 inwoners (31-12-2004). De oppervlakte bedraagt 22,0 km², de bevolkingsdichtheid is 65 inwoners per km².
De volgende frazioni maken deel uit van de gemeente: Is Fiascus, Is Cuccus, Is Murronis, Is Lais, Is Solinas, Is Crobbedus, Is Mancas, Is Cannigonis.

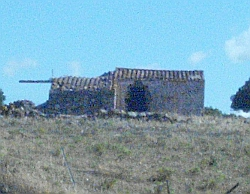
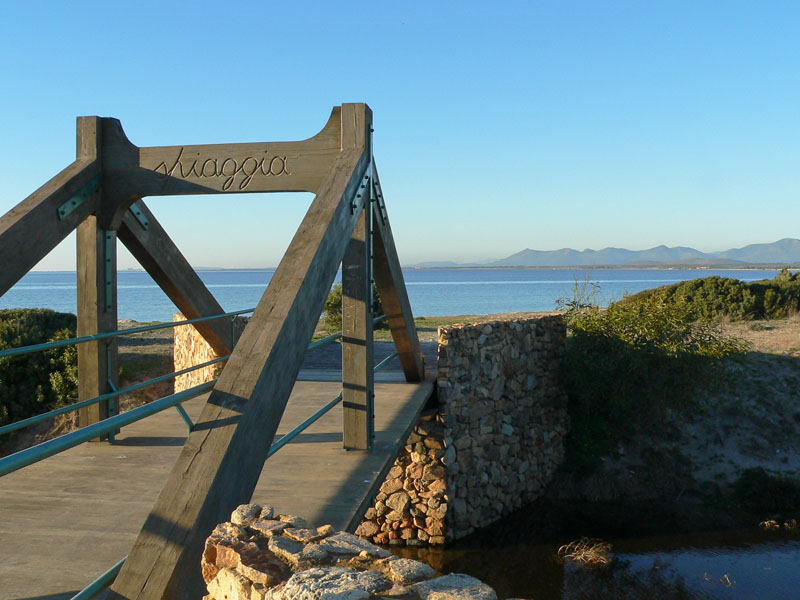

## Demografie
Masainas telt ongeveer 517 huishoudens. Het aantal inwoners daalde in de periode 1991-2001 met 4,3% volgens cijfers uit de tienjaarlijkse volkstellingen van ISTAT.
| Jaar | Inwoneraantal |
| ---- | ------------- |
| 1991 | 1546          |
| 2001 | 1479          |

## Geografie
De gemeente ligt op ongeveer 57 m boven zeeniveau.
Masainas grenst aan de volgende gemeenten: Giba, Piscinas, Sant'Anna Arresi, Teulada (CA).
Buggerru · Calasetta · Carbonia · Carloforte · Domusnovas · Fluminimaggiore · Giba · Gonnesa · Iglesias · Masainas · Musei · Narcao · Nuxis · Perdaxius · Piscinas · Portoscuso · San Giovanni Suergiu · Sant'Anna Arresi · Sant'Antioco · Santadi · Tratalias · Villamassargia · Villaperuccio
1. ↑  https://demo.istat.it/?l=it.